# Elezioni regionali in Calabria del 2020
Le elezioni regionali in Calabria del 2020 si sono svolte il 26 gennaio e hanno determinato la vittoria di Jole Santelli, candidata del centro-destra, con il 55,29% dei voti.
A seguito della morte della Presidente Santelli, avvenuta appena otto mesi dopo il suo insediamento, le nuove elezioni regionali si sono tenute il 3 e il 4 ottobre 2021. Secondo quanto previsto dallo Statuto regionale, erano inizialmente previste elezioni entro 60 giorni; a causa però della pandemia di COVID-19, sono state rimandate in una forbice temporale successiva.

## Sistema elettorale
Il 26 gennaio 2020 è stata utilizzata, per la seconda volta, la legge elettorale approvata dal Consiglio regionale calabrese dell’11 settembre 2014.
La suddetta legge regionale prevede che non sono ammesse al riparto dei seggi le liste circoscrizionali il cui gruppo, anche se collegato a una lista regionale che ha superato la percentuale dell'8 per cento, non abbia ottenuto, nell'intero territorio regionale, almeno il 4 per cento dei voti validi, inoltre il premio di maggioranza è del 55%.
Le circoscrizioni elettorali sono tre: Catanzaro-Crotone-Vibo Valentia, Cosenza, Reggio Calabria. I consiglieri da eleggere in totale sono 30. A differenza delle altre regioni non è ammesso il voto disgiunto.

## Contesto

### Quadro politico
Le ultime elezioni regionali in Calabria si sono svolte in data 23 novembre 2014. Il lasso di tempo entro cui fissare la data della consultazione andava dal 24 novembre 2019 al 26 gennaio 2020. Il 25 novembre è stato pubblicato il decreto d'indizione delle elezioni, fissate per il 26 gennaio 2020, ultimo giorno possibile.
Il centro-sinistra ha deciso di non ricandidare il governatore uscente Mario Oliverio, eletto nel 2014 con il 61,4% delle preferenze, ma destinatario di tre rinvii a giudizio in procedimenti penali. Alla luce anche di sondaggi che hanno relegato Oliverio all'ultimo posto fra i presidenti di regione più apprezzati, il presidente nazionale del PD ha lanciato un appello per ricostruire un ampio schieramento unitario ed è stata ufficializzata la candidatura dell'imprenditore Filippo Callipo.
La sfida interna per la scelta del candidato del centro-destra ha riguardato Mario Occhiuto e Jole Santelli, rispettivamente sindaco e vice-sindaco di Cosenza, entrambi esponenti di Forza Italia. A seguito del veto posto dalla Lega sul primo, viene scelta la seconda. Il giorno seguente Occhiuto annuncia di volersi candidare ugualmente, sostenuto da tre liste civiche e accusando Santelli di averlo tradito, salvo poi ritirarsi il 27 dicembre su sollecitazione di Silvio Berlusconi per non ostacolare la campagna elettorale del centro-destra.

## Candidati alla presidenza
I candidati alla presidenza, con le rispettive liste a sostegno sono (in ordine alfabetico):
- Francesco Aiello, professore di politica economica all'Università di Cosenza, sostenuto dal Movimento 5 Stelle e dalla lista civica "Calabria Civica".[11]
- Filippo Callipo, imprenditore conosciuto come il "Re del Tonno", sostenuto da una coalizione di centro-sinistra composta da: Partito Democratico, Democratici e Progressisti e dalla lista civica "Io Resto in Calabria".
- Jole Santelli, ex sottosegretario di Stato al ministero della giustizia e del lavoro e politiche sociali, deputata dal 2001 e vicesindaco di Cosenza, sostenuta da una coalizione di centrodestra composta da: Forza Italia, Lega, Fratelli d’Italia, Unione di Centro e dalle liste civiche "Jole Santelli Presidente" e "Casa delle Libertà".[12]
- Carlo Tansi, geologo ed ex capo della Protezione civile regionale, sostenuto dal movimento civico "Tesoro Calabria"[13], e dalle liste civiche "Calabria Libera" e "Calabria Pulita".

## Programmi elettorali
Jole Santelli, avvocato, sostenuta dal centro-destra, puntava sulla deburocratizzazione, economicità e digitalizzazione dell’apparato amministrativo. Il suo programma prevedeva poi politiche volte ad innalzare il livello occupazionale della Calabria nonché ad uno sviluppo sostenibile-ambientale e a incrementare il turismo. Altri punti: valorizzazione dei beni culturali, attenzione al mondo universitario e scolastico, politiche sanitarie dirette ad incrementare la ricerca e la qualità sanità della regione che porti anche ad una riduzione della migrazione sanitaria.
Filippo Callipo, imprenditore, sostenuto dal centro-sinistra, puntava sul tema della trasparenza e dell’ascolto volto al rinnovamento della classe dirigente e al riordino della macchina burocratica. Il miglioramento della qualità della spesa dei fondi europei e la trasparenza nelle modalità di pubblicazione dei bandi. Il lavoro, attraverso il miglioramento delle infrastrutture volte all'attrazione delle imprese. Il 19 gennaio 2020 ha pubblicato sul suo canale YouTube un video in cui il professor Roberto Crea illustra l’idea di una Silicon Valley in Calabria ispirata a quella in cui lavora in California. Tra le altre priorità la sanità.
Francesco Aiello, docente universitario dell’UNICAL, candidato del Movimento 5 Stelle, oltre al grande tema del rinnovamento della classe politica, ha impostato la sua campagna elettorale sui temi dei diritti fondamentali di cittadinanza (sanità e servizi) e dell’economia, in particolarità su nuovi criteri di spesa dei fondi di sviluppo e coesione, volti alla crescita delle imprese. Tra le priorità: agricoltura sostenibile ed organizzata, rifiuti zero e infrastrutture in particolare il potenziamento del porto di Gioia Tauro e l'ammodernamento dei trasporti su rotaie.
Carlo Tansi, ricercatore del CNR, ha impostato la sua campagna elettorale civica sulla trasparenza e sul rinnovamento radicale della burocrazia regionale, in virtù di quanto fatto nella sua esperienza da presidente nella protezione civile calabrese. Ha puntato alla riduzione dei dipartimenti regionali, a suo avviso troppi rispetto a quelli delle altre regioni e allo sblocco dei fondi sul dissesto idrogeologico. Bonifiche ambientali, riciclo dei rifiuti e rilancio del turismo erano i punti più citati. Inoltre ha proposto un rinnovamento nelle ASP e nella sanità in genere attraverso nuovi concorsi e criteri di meritocrazia.

### Campagna elettorale
La campagna elettorale ha visto come protagonisti oltre ai vari candidati presidenti anche i leader nazionali dei vari partiti. Infatti, tutti i più importanti capi di partito si sono recati in Calabria per sostenere i candidati della propria coalizione o partito, tra questi: Matteo Salvini (Lega), Nicola Zingaretti (PD), Luigi Di Maio e Vito Crimi (Movimento 5 Stelle), Silvio Berlusconi (FI) e Giorgia Meloni (FdI).

## Sondaggi elettorali

### Candidati presidenti
| Data          | Fonte               | Campione | Santelli (CDX) | Callipo (CSX) | Tansi (Civico) | Aiello (M5S) | Distacco |
| 11 dic 2019   | Noto sondaggi       | N.D.     | 43-47%         | 26-30%        | 13-17%         | 10-14%       | 17%      |
| 8 gen 2020    | Noto sondaggi       | N.D.     | 50-54%         | 32-36%        | 3-5%           | 8-12%        | 18%      |
| 9-10 gen 2020 | System Data e TI&SI | 1158     | 35-39%         | 33-37%        | 15-19%         | 8-12%        | 2%       |

## Affluenza
Il corpo elettorale per le elezioni del 26 gennaio 2020 risultava composto da 1.895.990 elettori. Alla chiusura dei seggi l'affluenza definitiva si è attestata al 44,33%, in aumento rispetto al 2014 dello 0,16%.
| Provincia       | Affluenza | Variazione |
| --------------- | --------- | ---------- |
| Calabria        | 44,33%    | 0,16%      |
| Catanzaro       | 46,79%    | 1,78%      |
| Cosenza         | 44,14%    | 0,32%      |
| Reggio Calabria | 45,40%    | 0,81%      |
| Crotone         | 39,56%    | 1,29%      |
| Vibo Valentia   | 41,35%    | 0,56%      |

## Risultati elettorali
|                               | Jole Santelli ✔️ Presidente | 449 705              | 55,29 | Forza Italia        | 96 067  | 12,34 | 5  |  |  |
| Lega                          | Jole Santelli ✔️ Presidente | 449 705              | 55,29 | 95 400              | 12,25   | 4     |    |  |  |
| Fratelli d'Italia             | Jole Santelli ✔️ Presidente | 449 705              | 55,29 | 84 507              | 10,85   | 4     |    |  |  |
| Santelli Presidente           | Jole Santelli ✔️ Presidente | 449 705              | 55,29 | 65 816              | 8,45    | 2     |    |  |  |
| Unione di Centro              | Jole Santelli ✔️ Presidente | 449 705              | 55,29 | 53 250              | 6,84    | 2     |    |  |  |
| Casa delle Libertà            | Jole Santelli ✔️ Presidente | 449 705              | 55,29 | 49 778              | 6,39    | 2     |    |  |  |
|                               | Filippo Callipo             | 245 154              | 30,14 | Partito Democratico | 118 249 | 15,19 | 5  |  |  |
| Io Resto in Calabria          | Filippo Callipo             | 245 154              | 30,14 | 61 699              | 7,92    | 3     |    |  |  |
| Democratici Progressisti      | Filippo Callipo             | 245 154              | 30,14 | 47 650              | 6,12    | 2     |    |  |  |
| Seggio di coalizione          | Seggio di coalizione        | Seggio di coalizione | 30,14 | 1                   |         |       |    |  |  |
|                               | Francesco Aiello            | 59 796               | 7,35  | Movimento 5 Stelle  | 48 784  | 6,27  | –  |  |  |
| Calabria Civica               | Francesco Aiello            | 59 796               | 7,35  | 8 544               | 1,10    | –     |    |  |  |
|                               | Carlo Tansi                 | 58 700               | 7,22  | Tesoro Calabria     | 40 299  | 5,18  | –  |  |  |
| Calabria Libera               | Carlo Tansi                 | 58 700               | 7,22  | 5 329               | 0,68    | –     |    |  |  |
| Calabria Pulita               | Carlo Tansi                 | 58 700               | 7,22  | 3 230               | 0,41    | –     |    |  |  |
| Totale                        | Totale                      | 813 355              | 100   |                     | 778 602 | 100   | 30 |  |  |
|                               |                             |                      |       |                     |         |       |    |  |  |
| Voti non validi               | Voti non validi             | 27 208               | 3,24  |                     |         |       |    |  |  |
| Votanti                       | Votanti                     | 840 563              | 44,33 |                     |         |       |    |  |  |
| Elettori                      | Elettori                    | 1 895 990            |       |                     |         |       |    |  |  |
|                               |                             |                      |       |                     |         |       |    |  |  |
| Fonte: Ministero dell'interno |                             |                      |       |                     |         |       |    |  |  |

## Consiglieri eletti
Di seguito sono riportati i 30 consiglieri eletti divisi per lista e circoscrizione. A questi si aggiunge Filippo Callipo che, in quanto primo dei candidati presidente non eletti, ottiene un seggio da consigliere.
| Collegio                                                | Lista                    | Eletto                    | Preferenze |
| ------------------------------------------------------- | ------------------------ | ------------------------- | ---------- |
| Circoscrizione centro (Catanzaro-Crotone-Vibo Valentia) | Forza Italia             | Domenico Tallini          | 8.009      |
| Circoscrizione centro (Catanzaro-Crotone-Vibo Valentia) | Lega                     | Filippo Mancuso           | 6.456      |
| Circoscrizione centro (Catanzaro-Crotone-Vibo Valentia) | Lega                     | Pietro Raso               | 4.708      |
| Circoscrizione centro (Catanzaro-Crotone-Vibo Valentia) | Fratelli d'Italia        | Filippo Maria Pietropaolo | 4.160      |
| Circoscrizione centro (Catanzaro-Crotone-Vibo Valentia) | Jole Santelli Presidente | Vito Pitaro               | 5.024      |
| Circoscrizione centro (Catanzaro-Crotone-Vibo Valentia) | Casa delle Libertà       | Sinibaldo Esposito        | 10.281     |
| Circoscrizione centro (Catanzaro-Crotone-Vibo Valentia) | Partito Democratico      | Libero Notarangelo        | 6.045      |
| Circoscrizione centro (Catanzaro-Crotone-Vibo Valentia) | Partito Democratico      | Luigi Tassone             | 5.351      |
| Circoscrizione centro (Catanzaro-Crotone-Vibo Valentia) | Io Resto in Calabria     | Francesco Pitaro          | 3.717      |
| Circoscrizione centro (Catanzaro-Crotone-Vibo Valentia) | Democratici Progressisti | Flora Sculco              | 6.043      |
| Circoscrizione nord (Cosenza)                           | Forza Italia             | Gianluca Gallo            | 12.053     |
| Circoscrizione nord (Cosenza)                           | Forza Italia             | Antonio De Caprio         | 3.782      |
| Circoscrizione nord (Cosenza)                           | Lega                     | Pietro Santo Molinaro     | 5.613      |
| Circoscrizione nord (Cosenza)                           | Fratelli d'Italia        | Luca Morrone              | 8.110      |
| Circoscrizione nord (Cosenza)                           | Jole Santelli Presidente | Pierluigi Caputo          | 5.775      |
| Circoscrizione nord (Cosenza)                           | Unione di Centro         | Giuseppe Graziano         | 4.877      |
| Circoscrizione nord (Cosenza)                           | Partito Democratico      | Domenico Bevacqua         | 7.521      |
| Circoscrizione nord (Cosenza)                           | Partito Democratico      | Carlo Guccione            | 6.263      |
| Circoscrizione nord (Cosenza)                           | Io Resto in Calabria     | Graziano di Natale        | 4.725      |
| Circoscrizione nord (Cosenza)                           | Democratici Progressisti | Giuseppe Aieta            | 7.454      |
| Circoscrizione sud (Reggio Calabria)                    | Forza Italia             | Giovanni Arruzzolo        | 8.649      |
| Circoscrizione sud (Reggio Calabria)                    | Forza Italia             | Domenico Giannetta        | 6.483      |
| Circoscrizione sud (Reggio Calabria)                    | Lega                     | Clotilde Minasi           | 2.288      |
| Circoscrizione sud (Reggio Calabria)                    | Fratelli d'Italia        | Domenico Creazzo          | 8.033      |
| Circoscrizione sud (Reggio Calabria)                    | Fratelli d'Italia        | Giuseppe Neri             | 7.378      |
| Circoscrizione sud (Reggio Calabria)                    | Unione di Centro         | Nicola Paris              | 6.058      |
| Circoscrizione sud (Reggio Calabria)                    | Casa delle Libertà       | Giacomo Crinò             | 4.222      |
| Circoscrizione sud (Reggio Calabria)                    | Partito Democratico      | Nicola Irto               | 12.568     |
| Circoscrizione sud (Reggio Calabria)                    | Io Resto in Calabria     | Marcello Anastasi         | 1.072      |

## Controversie
Il 24 gennaio la commissione antimafia ha individuato secondo procedura standard i candidati  “impresentabili” si tratta di: Giuseppe Raffa (Forza Italia), lista Berlusconi per Santelli, rinviato a giudizio per corruzione in concorso e sotto il vincolo della continuazione e Domenico Tallini, della stessa lista, rinviato a giudizio per induzione indebita a dare o promettere utilità. Domenico Tallini risulterà comunque eletto con 8.009 preferenze. Il 19 novembre Tallini viene messo ai domiciliari per concorso esterno in associazione mafiosa e scambio elettorale.